# Cayaponia racemosa
Cayaponia racemosa es una enredadera perteneciente a la familia de las cucurbitáceas.

## Descripción
Son trepadoras herbáceas, robustas; con los tallos usualmente glabros. Hojas ampliamente ovadas, truladas u oblanceoladas, de 4–20 cm de largo y 2.5–27.5 cm de ancho, redondeadas a agudas, acuminadas y frecuentemente apiculadas y glandulosas en el ápice, ampliamente cordadas, subtruncadas o cuneadas y más o menos decurrentes sobre el pecíolo en la base, sinuado-denticuladas a subenteras, escábridas en la haz, finamente híspidas y con glándulas discoidales en la porción decurrente del envés, no lobadas o poco a muy profundamente 3–5-palmatilobadas o anguladas, los lobos triangulares a ovados o lanceolados, variables, a veces lobulados, el lobo central más largo; pecíolos 1–10 cm de largo; zarcillos 2–3-ramificados o a veces no ramificados. Flores axilares, solitarias o apareadas, usualmente numerosas, dispuestas en ramas laterales con hojas reducidas o afilas, simulando racimos o panículas, las flores estaminadas y pistiladas más o menos segregadas; flores estaminadas cortamente pediceladas, pedicelos hasta 5 mm de largo, hipanto campanulado-obcónico, 2.5–4 mm de largo, sépalos distantes, dentiformes, hasta 1.5 mm de largo, corola subrotácea, profundamente lobada, los pétalos oblongos u ovado-oblongos, 4.5–10 mm de largo, verdosos con márgenes blanco-amarillentos; flores pistiladas más pequeñas y angostas en todas sus partes, ovario elipsoide-rostrado. Frutos elipsoides, 15–22 mm de largo y 8–12 mm de ancho, glabros, verdes tornándose anaranjados, persistentes aún después de que las ramas se han secado, pedúnculo 3–7 mm de largo, deflexos; semillas 2–3, ovadas, subcomprimidas, emarginadas en el ápice, 8–11 mm de largo, 5–6.5 mm de ancho y 2.5–3.5 mm de grueso, usualmente de color café.

## Distribución y hábitat
Es una especie común en los bosques perennifolios y caducos, a una altitud de 20–1400 metros; fl y fr jul–abr; desde el sur de México a Colombia, Venezuela y noreste de Brasil, también en Tobago.

## Propiedades
En el sureste de México se le dan diversos usos medicinales a esta planta. Principalmente se emplea para tratar enfermedades de la piel, como urticaria y granos en general. Son las hojas la parte de la planta más utilizada. Molidas y combinadas con alcohol, se aplican sobre los granos; en cocimiento y administradas oralmente, alivian trastornos estomacales; o bien, solamente machacadas y diluidas en agua sirven para lavar la cabeza, en caso de piojos.
También se le atribuye el alivio a dolores producidos por golpes, se aplica en heridas, contra el pasmo y en la curación de picadura de avispas.
Historia
Francisco Hernández de Toledo, en el siglo XVI comenta sobre la corteza de esta planta que ”se toma con agua en cualquier cantidad, contra las fiebres”.

## Taxonomía
Cayaponia racemosa fue descrita por (Mill.) Cogn. y publicado en Monographiae Phanerogamarum 3: 768. 1881.
Sinonimia
- Arkezostis latebrosa (Aiton) Kuntze
- Arkezostis racemosa (Mill.) Kuntze
- Bryonia latebrosa Aiton
- Bryonia racemosa Mill.
- Bryonia racemosa Sw.
- Cayaponia latebrosa (Aiton) Cogn.
- Cionandra racemosa (Mill.) Griseb.
- Trianosperma racemosa (Griseb.) Griseb.
- Trianosperma racemosa (Mill.) Hemsl.[4]